# Џон Карадин
Џон Карадин (енгл. John Carradine; 5. фебруар 1906—27. новембар 1988), рођен као Ричмонд Рид Карадин (енгл. Richmond Reed Carradine) био је амерички глумац. Сматра се једним од најбољих карактерних глумаца свих времена. Био је члан акционарског друштва Сесила Б. Демила и Џона Форда, а најпознатији је по својим улогама у хорор и вестерн филмовима, као и представама шекспиријанског позоришта. У каснијим деценијама каријере појављивао се у нискобуџетним Б-филмовима и телевизијским емисијама. Године 1985. добио је Награду Еми за најбољег глумца у програму за децу.
Карадин има своју звезду на Холивудској стази славних, од њеног оснивања 1960. Његови синови Дејвид, Кит и Роберт су такође познати глумци.